# Area ex-Avio
La cosiddetta area ex-Avio indica una superficie di 317.000 metri quadrati situata nella periferia sud-est della città di Torino, nella Circoscrizione 8, compresa tra via Nizza, via privata Farigliano/via Canelli, via Passo Buole, il passante ferroviario di Torino e il sottopassaggio stradale del Lingotto; al confine est con lo stesso quartiere Lingotto e a nord col polo multifunzionale del Lingotto, essendo a oriente della stessa linea ferroviaria, l'area è comunque sotto Nizza Millefonti.

## Storia
Questa area, in passato, fu occupata da uno stabilimento della Fiat Avio, oggi demolito. Su una parte della superficie fu costruito, in occasione dei XX Giochi olimpici invernali di Torino 2006, a ridosso del polo multifunzionale del Lingotto, il padiglione dell'Oval Lingotto, all'epoca destinato alle gare olimpiche del pattinaggio di velocità e oggi prevalentemente utilizzato come padiglione fieristico.

## Oggi

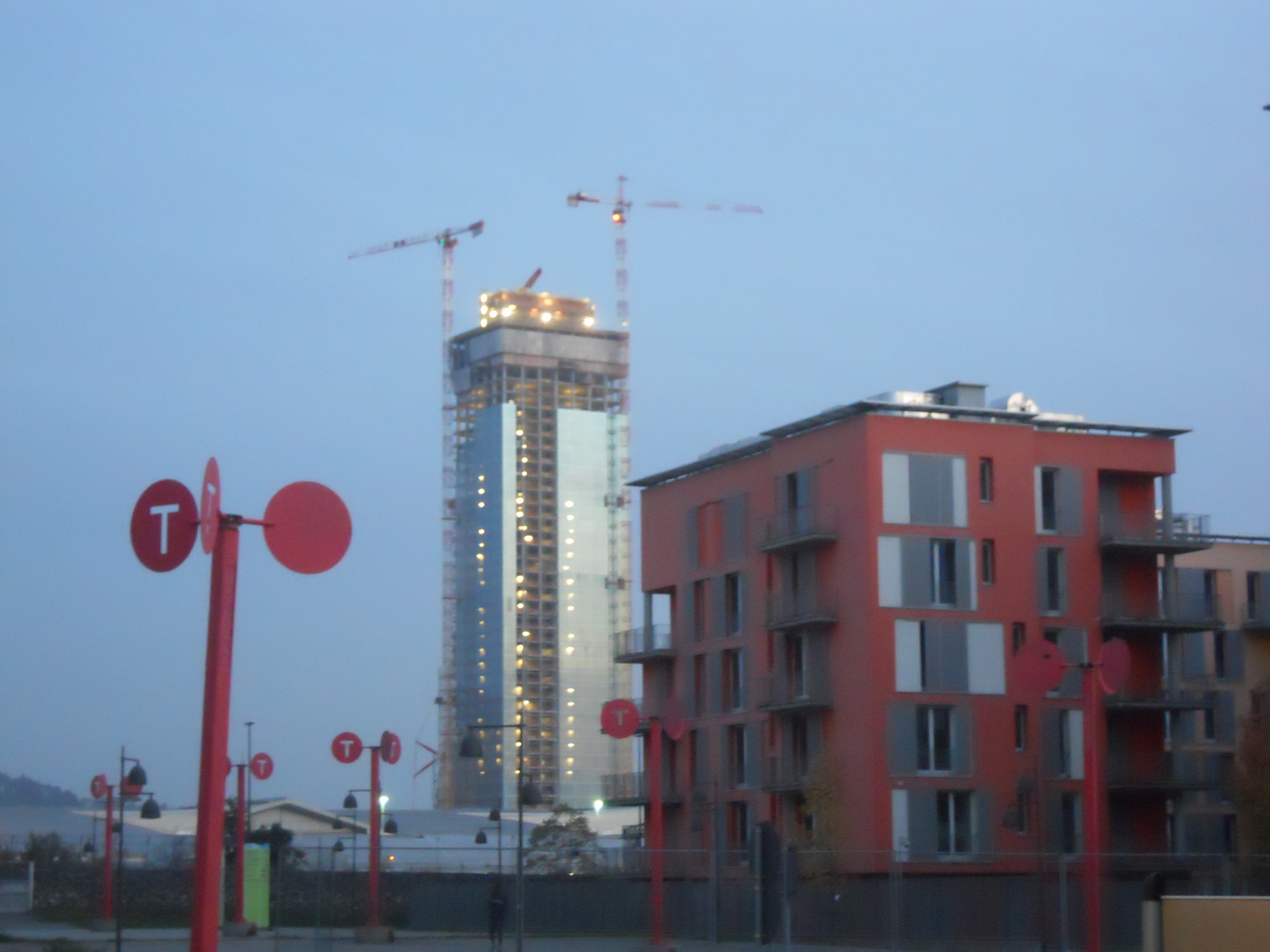
Grattacielo della regione in costruzione (Gennaio 2015)

L'area è quasi interamente di proprietà della Regione Piemonte, che dimostrò la volontà di costruire in questo distretto la propria sede unica. La gara per la progettazione fu vinta dall'architetto Massimiliano Fuksas quando la costruzione era prevista nell'area della Spina 1, sempre nella città di Torino.
A seguito della rilocalizzazione dell'edificio, l'architetto è stato incaricato di rielaborare il progetto iniziale, conformemente ai nuovi spazi disponibili. Il risultato fu presentato in Regione il 20 novembre 2007 con la previsione di:
- una nuova torre centrale, di 209 metri di altezza, destinata a riunificare le sedi sparse della Regione;
- due ulteriori torri da 80 metri di altezza;
- una quarta torre da 70 metri di altezza;
- una serie di insediamenti residenziali e di terziario a torre.

Il sottopasso stradale del Lingotto, che passa attualmente sotto la linea ferroviaria di Torino sud, diventerà un crocevia, tramite una rotonda, di nuovi percorsi stradali sotterranei, al fine di sgravare la zona superficiale dalle auto e preservarla a parco pubblico. Anche i parcheggi saranno infatti realizzati nel sottosuolo. La torre centrale, in via di ultimazione nel 2019, è così diventata la più alta d'Italia, superando la torre Isozaki di Milano, alta 202 metri.

## Futuro
Nel 2017, inoltre, è stato approvato il progetto per la costruzione del Parco della Salute di Torino, che dovrà sostituire l'attuale polo sanitario compreso nella Città della Salute, con la relativa graduale dismissione di alcuni ospedali della zona. Il progetto, in corso d'opera, prevede un polo universitario didattico, strutture sanitarie all'avanguardia, giardini interni e residenze per gli operatori medici, un passante aggiuntivo per la stazione ferroviaria di Torino Lingotto e una rotonda sotterranea (aperta al traffico il 18 settembre 2020).